# 新疆塔城五弦河国家湿地公园
新疆塔城五弦河国家湿地公园是位于新疆维吾尔自治区塔城地区塔城市的中华人民共和国国家湿地公园，于2013年开始试点，2019年正式通过验收。新疆塔城五弦河国家湿地公园由乌拉斯台河、加吾尔塔木河、东门外河、师范河、喀浪古尔河及周边湿地构成，总面积近26平方千米。

## 历史
从塔城市区穿过的乌拉斯台河等五条河流，因为上游养殖产业污染；河道两岸生活污染；河道、滩地、湿地被侵占等原因长期面对着不同程度的河水污染、水量减少、河道缩窄等生态压力。2013年2月，国家林业局批准新疆塔城五弦河国家湿地公园试点工作。2015年，塔城地区人大工委一次会议上，提出加强五条河流的治理管理。4月，塔城地区人大工委和水利、城建、环保、林业、国土等部门开始对五条河流治理和保护工作开始调研，并成立调研组。2019年1月，经国家林业和草原局验收，新疆塔城五弦河国家湿地公园正式成为中华人民共和国国家湿地公园。

## 规划
新疆塔城五弦河国家湿地公园位于中华人民共和国新疆维吾尔自治区塔城地区塔城市，总面积超过25.96平方千米，南北长约22.8千米，东西宽超过10.5千米。规划湿地公园分为五大功能区，分别是生态保育区、生态恢复区、科普宣教区、合理利用区、管理服务区。新疆塔城五弦河国家湿地公园是由穿越塔城市区的五条河流及周边湿地构成，五条河流自西向东分别是乌拉斯台河、加吾尔塔木河、东门外河、师范河、喀浪古尔河。
塔城五弦河国家湿地公园内湿地面积约8.8平方千米，湿地率超过34%。湿地各河流源头为约0.5平方千米的淡水泉湿地，湿地公园内其他湿地类型包括约5.8平方千米的永久性河流湿地、约1.5平方千米的洪泛平原湿地、约0.7平方千米的草本沼泽湿地以及小面积的库塘。

## 建設
截止2023年的世界湿地日，新疆塔城五弦河国家湿地公园共投资近6亿元人民币完善、建设湿地公园内的供排水、供电、道路、保护围栏等基础设施。超过630户居民从湿地公园境内迁移，湿地公园内铺设近3千米电缆，修建25千米的巡护道路，完成超过2千米基础戈壁垫层铺设。另外，湿地公园还完成超过40千米的道路绿化，150亩植树造林，80万平方米的土地平整。还设置3座管理站、10座界碑、780个界桩。除此之外，湿地公园还修缮了塔城垂钓公园、宣教展示馆并配制公共卫生间，设立宣教牌、动植物科普牌、文明提醒牌等设施。

## 環境
五条河流中乌拉斯台河源头位于塔尔巴哈台山脉的依登科鲁山，河长58千米，属于中、低山融雪河流；加吾尔塔木河源头为泉水逸出带，由泉水补给；东门外河和师范河上游同为泉水逸出带，分别从东门外桥和师范桥进入塔城市区，下游同被灌区分流；喀浪古尔河源自塔尔巴哈台山脉，长约29千米，属中、低山融雪河流。

## 图库
| - 新疆塔城五弦河国家湿地公园的千屈菜 - 新疆塔城五弦河国家湿地公园的香蒲 - 新疆塔城五弦河国家湿地公园内的杨树 - 新疆塔城五弦河国家湿地公园内的游园一角 - 新疆塔城五弦河国家湿地公园内的游园一角 - 新疆塔城五弦河国家湿地公园 - 新疆塔城五弦河国家湿地公园 - 新疆塔城五弦河国家湿地公园 - 新疆塔城五弦河国家湿地公园 - 新疆塔城五弦河国家湿地公园 - 新疆塔城五弦河国家湿地公园生物多样性展板 - 新疆塔城五弦河国家湿地公园功能分区图 - 新疆塔城五弦河国家湿地公园简介 |